# الأفعى الجرهمي
الأفعى الجرهمي هو كاهن وحكيم من حكماء العرب قبل الإسلام. وقد قصدته العرب للتحكيم بينهم، وجعله "المسعودي" ملكًا من ملوك نجران. وهو أول من قال المثل العربي: «إنَّ العصا من العُصيَّة».

## نبذة
الأفعى الجرهمي واسمه الكامل الفلس بن عمرو بن همدان بن مالك وقد ذاعت شهرته بعدما احتكم إليه أولاد نزار وهم: مضر وربيعة وإياد وأنمار بوصية الميراث من أبيهم.
حيث يروى أن نزار لما حضرته الوفاة قسم تركته بين بنيه الأربعة مضر وربيعة وإياد ونمار فقال: هذه القبة لقبة كانت له حمراء من أدم وما أشبهها من المال لمضر، وهذا الخباء الأسود وما أشبهه لربيعة، وهذه الخادم وكانت شمطاء وما أشبهها لاياد وهذه البدرة والمجلس لأنمار يجلس فيه.
وقال لهم: إن أشكل عليكم الأمر في ذلك واختلفتم في القسمة فعليكم بالأفعى الجرهمي وكان بنجران. فلما مات نزار اختلفوا بعده وأشكل أمر القسمة عليهم فتوجهوا إلى الأفعى الجرهمي، فبينما هم في مسيرهم اليه إذ رأى مضر كلأ قد رعى، فقال: إن البعير الذى رعى هذا لأعور، وقال ربيعة: وهو أزور، وقال إياد: وهو أبتر، وقال أنمار: وهو شرود، فلم يسيروا إلا قليلا حتى لقيهم رجل توضع به راحلته، فسألهم عن البعير، فقال مضر: أهو أعور؟ قال: نعم. قال ربيعة: أهو أزور؟ قال: نعم. قال إياد: أهو أبتر؟ قال نعم. قال أنمار: أهو شرود؟ قال: نعم هذه والله صفة بعيري، دلونى عليه. فحلفوا له أنهم ما رأوه فلزمهم وقال: كيف أصدّقكم وأنتم تصفون بعيري بصفته؟ فساروا حتى وصلوا نجران ونزلوا بالأفعى الجرهمي، فنادى صاحب البعير هؤلاء أصابوا بعيري فإنهم وصفوا لي صفته ثم قالوا لم نره أيها الملك.
فقال الأفعى: كيف وصفتموه ولم تروه؟
فقال مضر: رأيته يرعى جانبًا ويدع جانبا فعرفت أنه أعور.
وقال ربيعة: رأيت إحدى يديه ثابتة الأثر والأخرى فاسدة الأثر فعلمت أنه أفسدها بشدّة وطئه لازوراره.
وقال إياد: عرفت بتره باجتماع بعره ولو كان ذيالا لمصع به.
وقال أنمار: عرفت أنه شرود لأنه كان يثوى في المكان الملتف نبته ثم يجوزه الى مكان أرق منه وأخبث.
قال الأفعى الجرهمي للشيخ ليسوا بأصحاب بعيرك فاطلبه. ثم سألهم من هم؟ فأخبروه فرحب بهم وقال: تحتاجون اليّ وأنتم كما أرى ثم خرج عنهم وأرسل لهم طعامًا وشرابًا فأكلوا وشربوا.
فقال مضر: لم أر كاليوم خمرًا أجود لولا أنها نبتت على قبر.
وقال ربيعة: لم أر كاليوم لحما أطيب لولا أنه ربى بلبن كلبة.
وقال اياد: لم أر كاليوم خبزًا أجود لولا أن التي عجنته حائض.
وقال أنمار: لم أر كاليوم رجلا أسري لولا أنه ليس لأبيه الذى يدعى له. وكان الأفعى وكل بهم من يسمع كلامهم فأعلمه بما سمع منهم فطلب صاحب شرابه وقال: الخمر التى جئت بها ما قصتها؟ قال: هي من حبلة غرستها على قبر أبيك لم يكن عندنا شراب أطيب منها. وسأل الراعي عن أمر اللحم، قال: لحم شاة أرضعتها من لبن كلبة ولم يكن في الغنم أسمن منها فدخل داره وسأل الأمة التى عجنت العجين فأخبرته أنها كانت حائضًا، فأتى أمه وسأل منها فأخبرته أنها كانت تحت ملك لا يولد له ذرّية، فكرهت أن يذهب الملك فأمكنت رجلا نزل بهم من نفسها فوطئها فأتت به.
فعجب من أمرهم، ودس عليهم من يسألهم عما قالوا، فقال مضر: إنما علمت إنها من كرمة غرست على قبر لأن الخمر اذا شربت أزالت الهمّ وهذه بخلاف ذلك؛ لأننا لما شربناها دخل علينا الغم وفى الإكتفاء قال مضر لأنه أصابنا عطش شديد وقيل لأن الكرم إذا نبت على القبور يكون انفعاله قليلًا.
وقال ربيعة: إنما علمت أنه لحم شاة رضعت من كلبة لأن لحم الضأن وسائر اللحوم يكون شحمها فوق اللحم إلا لحم الكلب فإنه عكس ذلك فرأيته موافقا له فعلمت أنه لحم شاة رضعت من كلبة فاكتسب اللحم منها هذه الخاصية.
وفى الإكتفاء قال ربيعة: لأن لحم الكلب يعلو شحمه وقيل لأني شممت منه رائحة الكلبة.
وقال إياد: إنما علمت أن الملك ليس لأبيه الذى يدعي إليه لأنه صنع طعامًا ولم يأكل معنا فعرفت ذلك من طباعه لأن أباه لم يكن كذلك.
وقال أنمار: إنما علمت أن الخبز عجنته حائض لأن الخبز إذا فت انتفش في الطعام وهو بخلاف ذلك.
فقال الأفعى الجرهمي: ما هؤلاء إلا شياطين. ثم أتاهم فقال لهم قصوا عليّ قصتكم. فقصوا عليه ما أوصى به أبوهم وما كان من اختلافهم.
فقال الأفعى الجرهمي: ما أشبه القبة الحمراء من مال فهو لمضر فصارت اليه الدنانير والابل وهي حمر فسميت مضر الحمراء.
ثم قال الأفعى الجرهمي: وما أشبه الخباء الأسود من دابة ومال فهو لربيعة فصارت له الخيل وهي دهم فسمى ربيعة الفرس.
ثم قال الأفعى الجرهمي: وما أشبه الخادم وكانت شمطاء من مال فيه بلق فهو لإياد فصارت له الماشية البلق.
وقضى لأنمار بالدارهم والأرض فساروا من عنده على ذلك.